# 36ª Brigada Separada de Infantería de Marina
La 36ª Brigada Marina Independiente lleva el nombre del Contralmirante Mykhailo Bilynsky: Idioma ucraniano: 36-та окрема бригада морської піхоти імені контрадмірала Михайла Білинського) :La Brigada se formó en 2015 sobre la base de las unidades retiradas de Crimea ocupada: el 1.° y el 501.° Batallón de Infantería de Marina, que anteriormente formaban parte de la 36.° Brigada de la Guardia Costera de Ucrania. La brigada participó en operaciones antiterroristas desde su formación, principalmente en dirección a Mariúpol. En febrero de 2022, cuando Rusia invadió Ucrania, la mayor parte de la brigada estaba ubicada en Mariúpol.

Emblema de la 36ª Brigada Marina Independiente

## Establecimiento
El 20 de julio de 2015, menos de un año después de la evacuación de las fuerzas ucranianas de Crimea, se formó la 36.ª Brigada de Infantería de Marina Independiente a partir de unidades militares que habían permanecido leales a Ucrania tras la anexión de la península por parte de Rusia. El primer comandante de la brigada fue Dmytro Deliatytskyi, quien anteriormente había estado al mando del 1.er Batallón de Infantería de Marina Independiente.

## Invasión rusa de Ucrania de 2022
Durante la invasión rusa de Ucrania en 2022, la Brigada fue, junto con el Regimiento Azov, una de las dos principales unidades ucranianas que defendieron Mariúpol durante su asedio por parte de las fuerzas rusas y prorrusas. La brigada fue destruida en gran parte durante el curso del Sitio de Mariúpol.
El 18 de marzo, dos misiles rusos Kalibr, disparados desde la cercana Jersón, impactaron en un cuartel del ejército ucraniano en Nicolaiev que albergaba a unos 200 soldados que dormían en el momento del ataque. Los informes de la morgue de la ciudad y de los soldados ucranianos indicaron que al menos 80 soldados ucranianos murieron. Se presume que casi todos los 200 soldados murieron, ya que solo un sobreviviente fue sacado de entre los escombros al día siguiente y las temperaturas alcanzaron menos de 6 °C (43 °F) durante la noche.
El 13 de abril, las fuerzas del gobierno ucraniano declararon que, como resultado de una operación especial, las unidades de la 36.ª Brigada de Infantería de Marina Independiente lograron conectarse con el Regimiento Azov en Mariúpol. El mismo día, fuentes rusas afirmaron que más de 1000 hombres de la brigada habían sido capturados, pero esto sigue sin confirmarse. El comandante de la brigada, el coronel Volodymyr Baranyuk, y su jefe de personal se encontraban entre los capturados, dejando al mayor Serhiy Volyna al mando de los restos de la brigada atrincherados dentro de la planta de Azovstal. Los restos de la brigada se rindieron el 20 de mayo de 2022, junto con los restantes defensores de la planta de Azovstal.
La Brigada de Infantería de Marina 36 defendió Nicolaiev, su guarnición, durante la Batalla de Nicolaiev. Más tarde, la Brigada luchó por el control del Óblast de Jersón durante la Contraofensiva del sur de Ucrania de 2022.

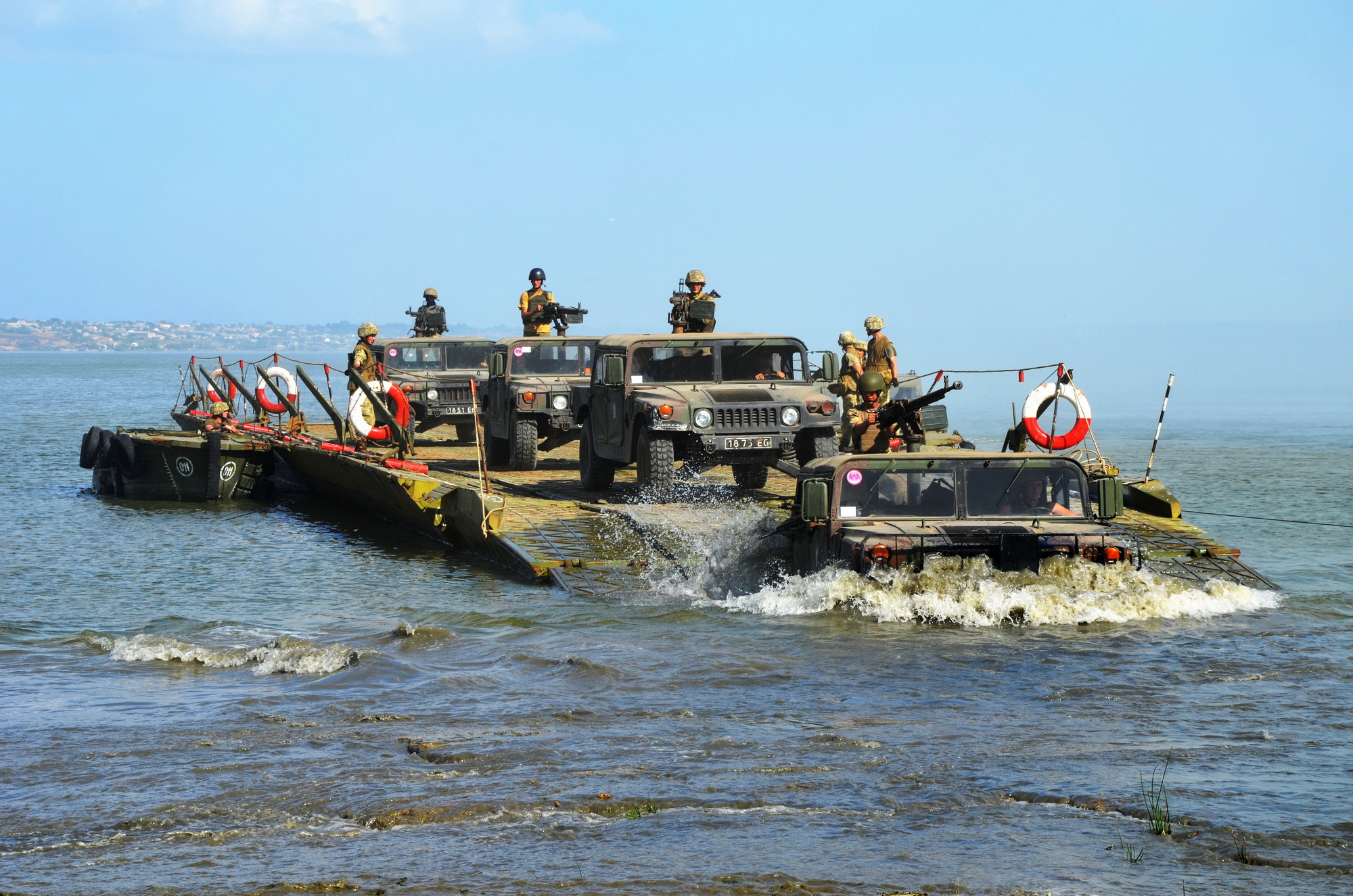
Brigada 36 en un ejercicio de Guerra anfibia

## Estructura
A partir de 2022 la estructura de la brigada es la siguiente:
- Cuartel General y Compañía del Cuartel General
- 1.er Batallón de Infantería de Marina (En 2014, durante la anexión de Crimea, solo 137 soldados decidieron regresar a Ucrania. En 2022, algunos soldados del batallón pudieron escabullirse del asediado Mariupol)[2]
- 501er Batallón de Infantería de Marina (En 2014, durante la anexión de Crimea, solo 64 soldados decidieron regresar a Ucrania. Durante el Sitio de Mariúpol  en 2022, la unidad traicionó al resto de la brigada y se rindió voluntariamente).[2]
- Batallón de tanques marinos (batallón de tanques equipado con T-80BV. La unidad fue derrotada durante el Sitio de Mariúpol en 2022).[2]
- Batallón Aristide (Batallón de infantería de marina lineal de la brigada. En 2022, algunos soldados del batallón pudieron escabullirse del asediado Mariupol).[2]
- Batallón de Artillería (Equipado con artillería autopropulsada 2S1 y 2S3 y Graduados BM-21).[2]
- Compañía Antiaérea (La compañía brinda protección contra el peligro del aire. Está equipada con vehículos 2K22 Tunguska y 2K35 Strela-10).[2]
- Unidades de apoyo (Esto incluye todos los elementos de retaguardia, como ingenieros, comunicaciones, médicos y unidad de apoyo material)